# Kamienica przy ul. Marszałka Józefa Piłsudskiego 7 w Szczecinie
Kamienica przy ul. Marszałka Józefa Piłsudskiego 7 w Szczecinie – zabytkowy budynek mieszkalno-usługowy, który znajduje się na obszarze szczecińskiego osiedla Centrum, w dzielnicy Śródmieście.
Kamienica wraz z oficynami jest jedynym zachowanym budynkiem ze zniszczonej w czasie II wojny światowej wschodniej pierzei ulicy Piłsudskiego między placem Grunwaldzkim a placem Rodła, a także jedną z zaledwie dwóch ocalałych kamienic w kwartale ograniczonego placem Grunwaldzkim, ulicą Mazurską i ulicą Rayskiego (drugą jest przylegająca do niej kamienica przy Mazurskiej 42).

## Opis
Budynek jest obiektem sześciokondygnacyjnym, przy czym elewacja od strony ulicy Piłsudskiego jest dłuższa, trzynastoosiowa. Parter budynku ozdobiono boniowaniem. W osiach nr 6 i 7 umieszczono dwie bramy wejściowe prowadzące do osobnych klatek, obramowane paskami i zwieńczone głowami maszkaronów. Bramy rozdzielono półkolumną w porządku doryckim. Przestrzeń pod oknami pięter wypełniono płycinami lub tralkowymi balustradami. Osie nr 3, 4, 5 oraz 10, 11, 12 od pierwszego piętra do trzeciego (licząc od lewej strony) umieszczono w wykuszach. Środkowe okna w wykuszach na wysokości pierwszego piętra zwieńczone zostały głowami maszkaronów, natomiast na drugim piętrze zaakcentowane zostały półkolumnami jońskimi. Środkowe okna trzeciego piętra ozdobiono natomiast rzeźbami kobiet, dźwigającymi na swych ramionach gzyms koronujący wykusz. Każdy z wykuszy zwieńczony był pierwotnie szczytem z oknem należącym do poddasza i kopułką. Pomiędzy wykuszami dobudowano na każdym z pięter balkony wraz z kutymi balustradami, których wystrój charakteryzuje się licznymi motywami roślinnymi (kwiaty, liście, wijące się pnącza). Piętra budynku rozdzielono pasami gzymsów, natomiast szczególnie bogatą ornamentykę otrzymał gzyms wieńczący trzecie piętro. Narożnik zaprojektowano jako wysunięty, trójboczny, z wejściem do lokalu usługowego w formie portalu z zaokrągloną górną częścią. Ostatnie, trzecie piętro narożnika było pierwotnie zwieńczone cebulastym hełmem z iglicą. Elewacja od strony ulicy Mazurskiej nie różni zasadniczo wystrojem od elewacji zwróconej ku ulicy Piłsudskiego; należy jednak wspomnieć o nieco innym układzie otworów drzwiowych i okiennych na parterze (wąska, jednoskrzydłowa brama w szóstej osi budynku) i mniejszej liczbie osi elewacji (siedem). Drugą i piątą oś umieszczono w wykuszach, pomiędzy nimi oraz po prawej stronie prawego wykuszu do elewacji przylegają balkony.
Jeden z lokali kamienicy, pierwotnie mieszczących piekarnię, zajmuje restauracja „Stara Piekarnia”. W restauracji tej zachowały się elementy przedwojennego pieca do wypieku pieczywa, takie jak drzwiczki do paleniska.

## Historia

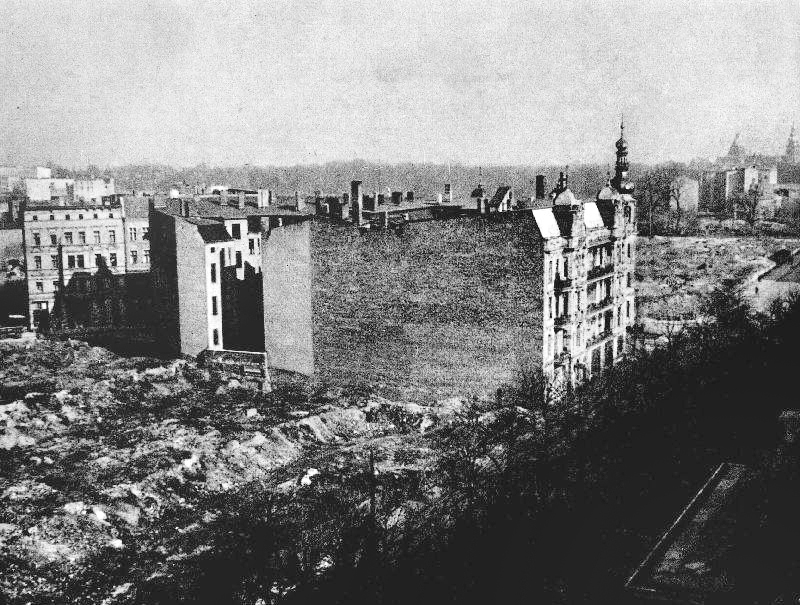
Widok kamienicy w pierwszych powojennych latach.

Autorem projektu kamienicy przy dzisiejszej ulicy Piłsudskiego 7 (dawniej Friedrich-Karl-Straße 7) był szczeciński architekt Georg Sommenstuhl. Prace budowlane zakończono w 1897 r.
Na początku XX wieku w kamienicy mieszkał Georg Buschan, niemiecki medyk i etnograf.
Budynek wraz z oficynami przetrwał II wojnę światową nienaruszony, pomimo tego, że większość budynków w okolicy zostało zrównanych z ziemią. Część lokali kamienicy zajęła Zachodnia Agencja Prasowa. Pod koniec lat 50. XX wieku jedno z pomieszczeń na parterze zajmował „Dom Mody” – sklep oferujący szycie sukni i garniturów na miarę. 15 marca 1971 r. w kamienicy trwały prace remontowe. W tym dniu doszło do wybuchu pożaru na poddaszu, który objął dach wraz z narożnikowym hełmem wieży. Po ugaszeniu ognia rozebrano wypalone zwieńczenia wykuszy, resztki poddasza i uszkodzony hełm wieży. W miejscu poddasza dobudowano czwarte piętro, wyraźnie kontrastujące swoją modernistyczną formą i prostymi oknami z eklektycznymi zdobieniami elewacji niższych pięter. W 2006 r. dokonano gruntownego remontu głównych fasad budynku. 14 maja 2013 r. kamienicę wraz z oficynami wpisano do rejestru zabytków.
Z przedwojennego wystroju klatek schodowych zachowały się sztukaterie sufitów, terakota na podłodze klatek schodowych, malowidła z motywami roślinnymi na sufitach korytarzy bram, kute balustrady schodów. Klatka schodowa od strony ulicy Piłsudskiego odzyskała pierwotny wygląd w czasie remontu w latach 2020–2021.

## Galeria

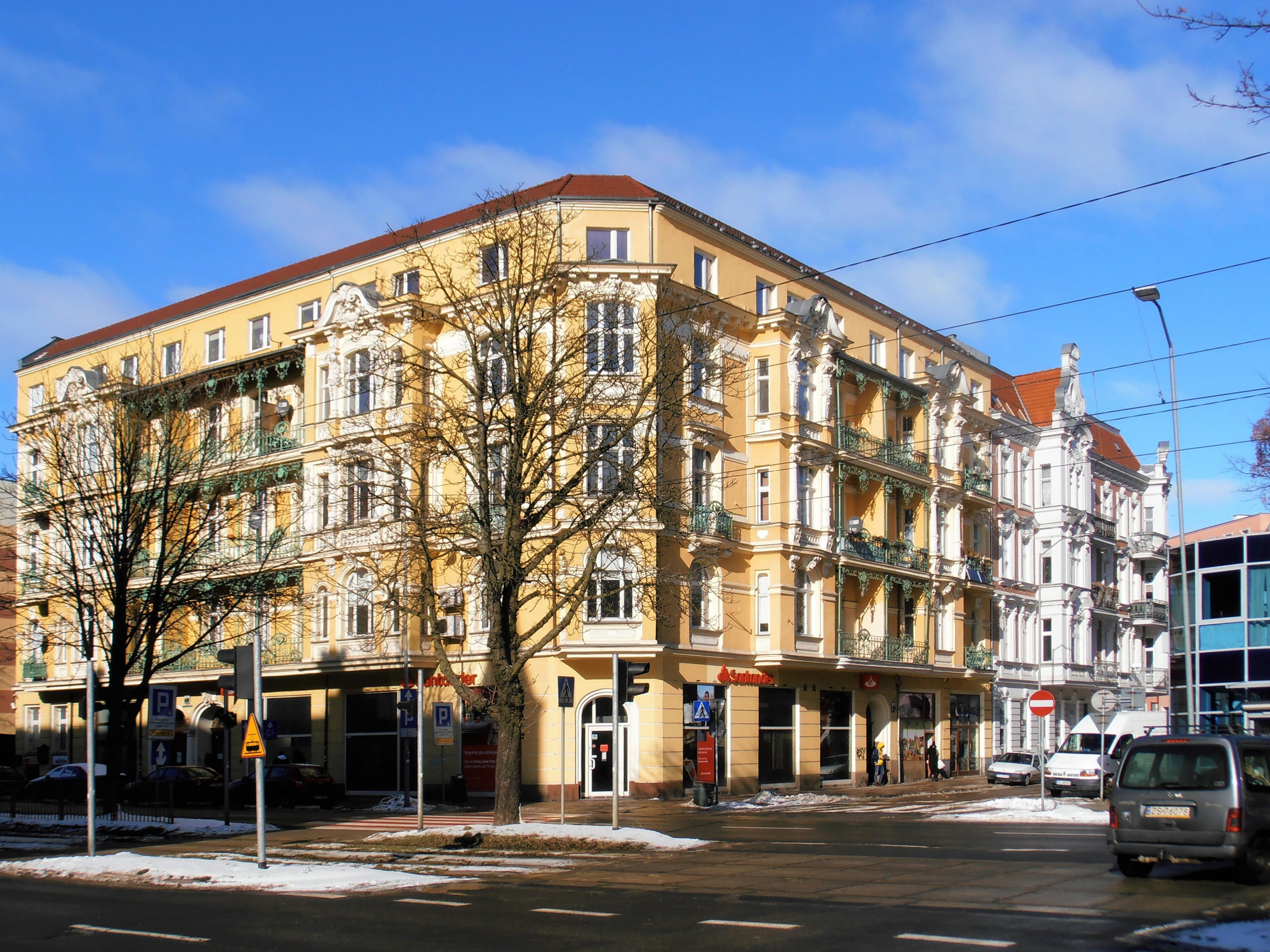
Widok z ulicy Piłsudskiego
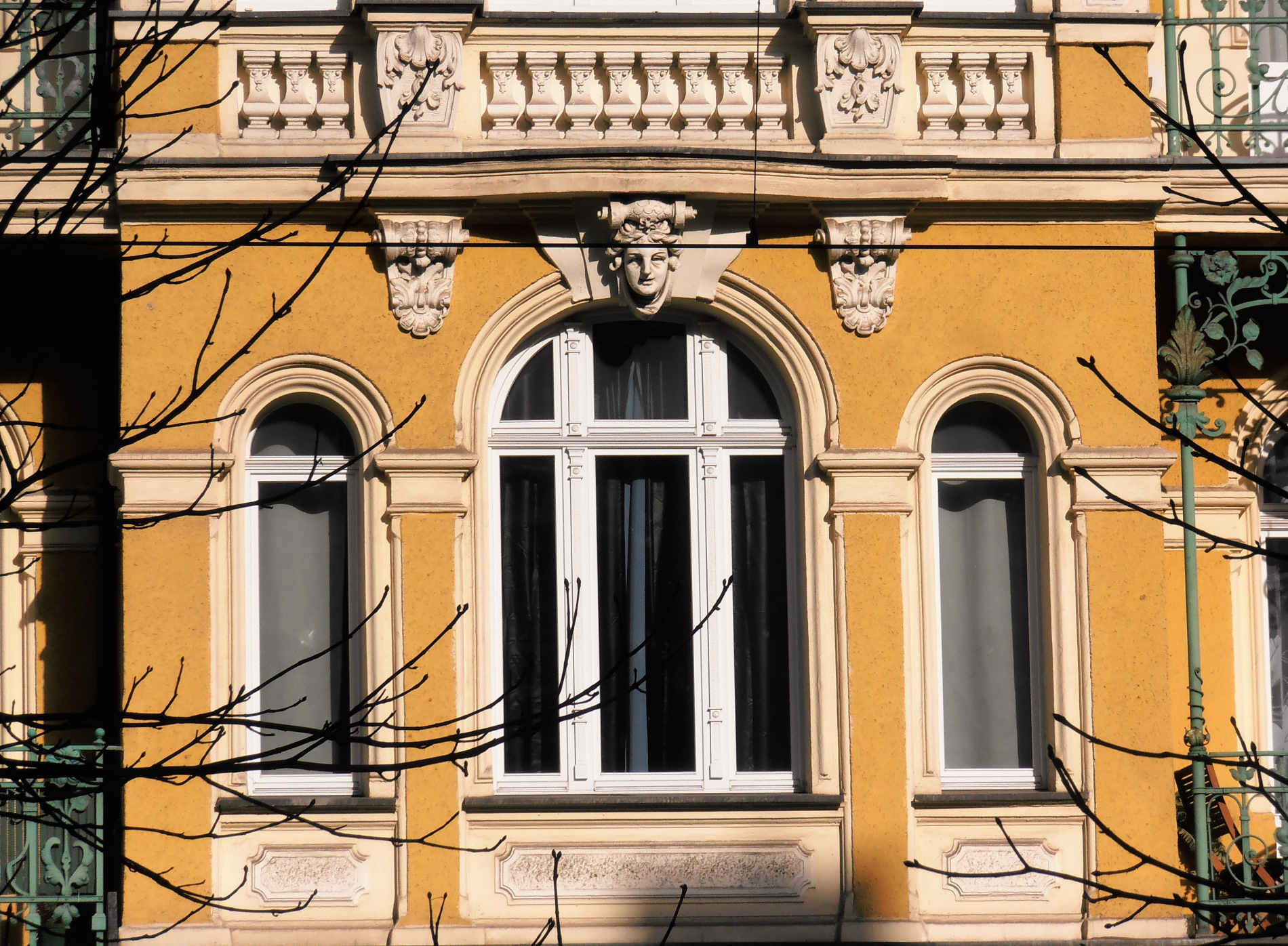
Zdobienia 1. piętra
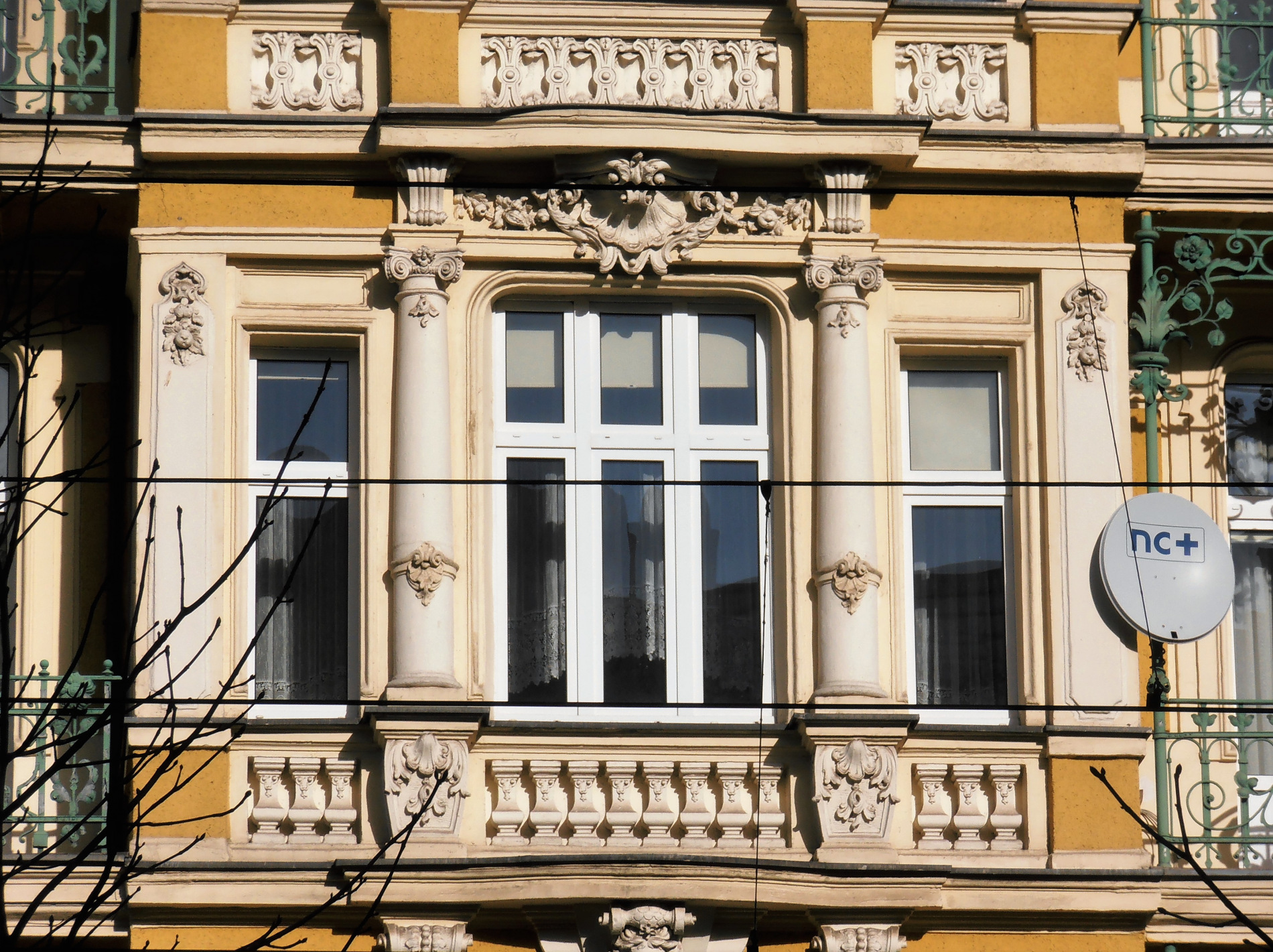
Zdobienia 2. piętra
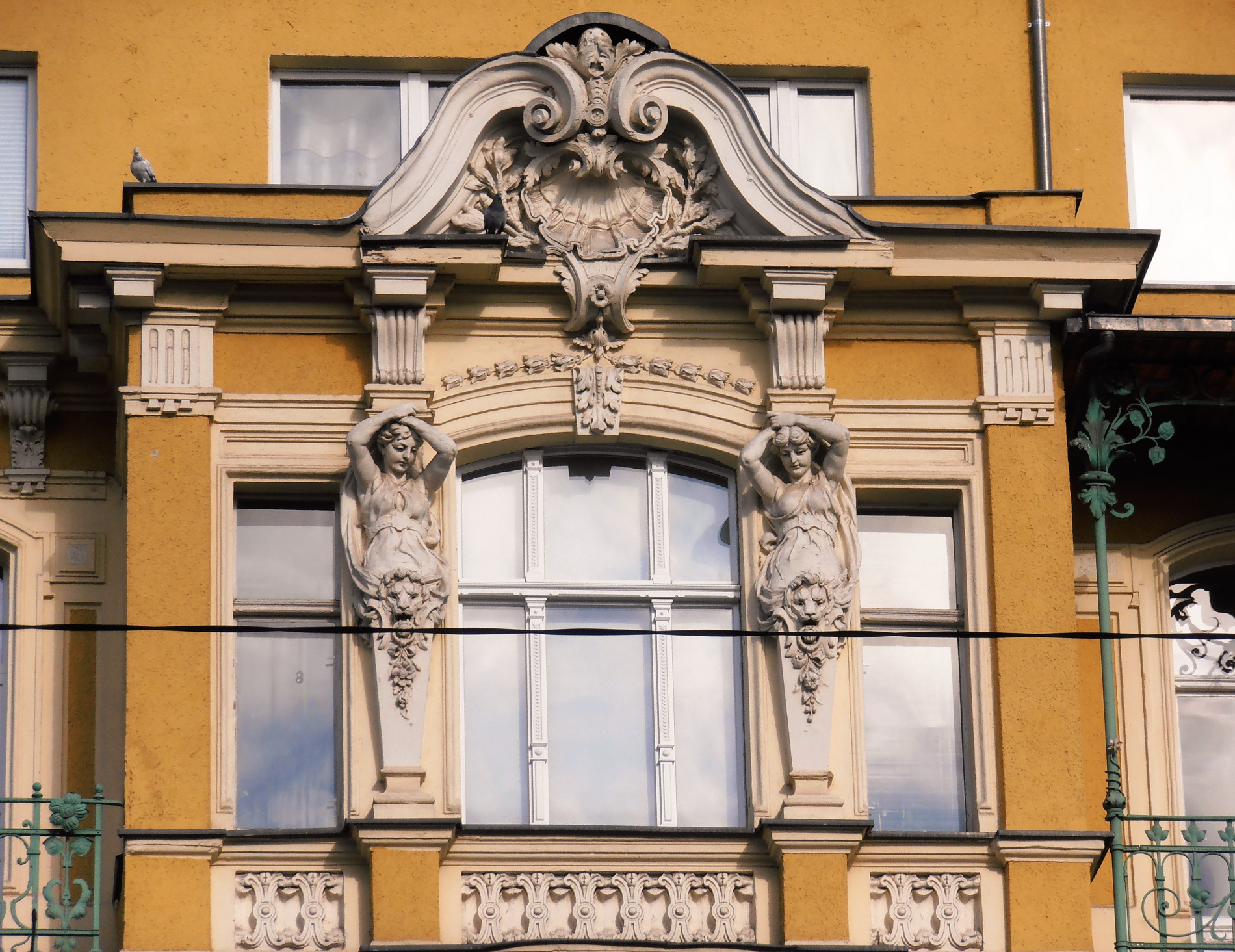
Zdobienia 3. piętra
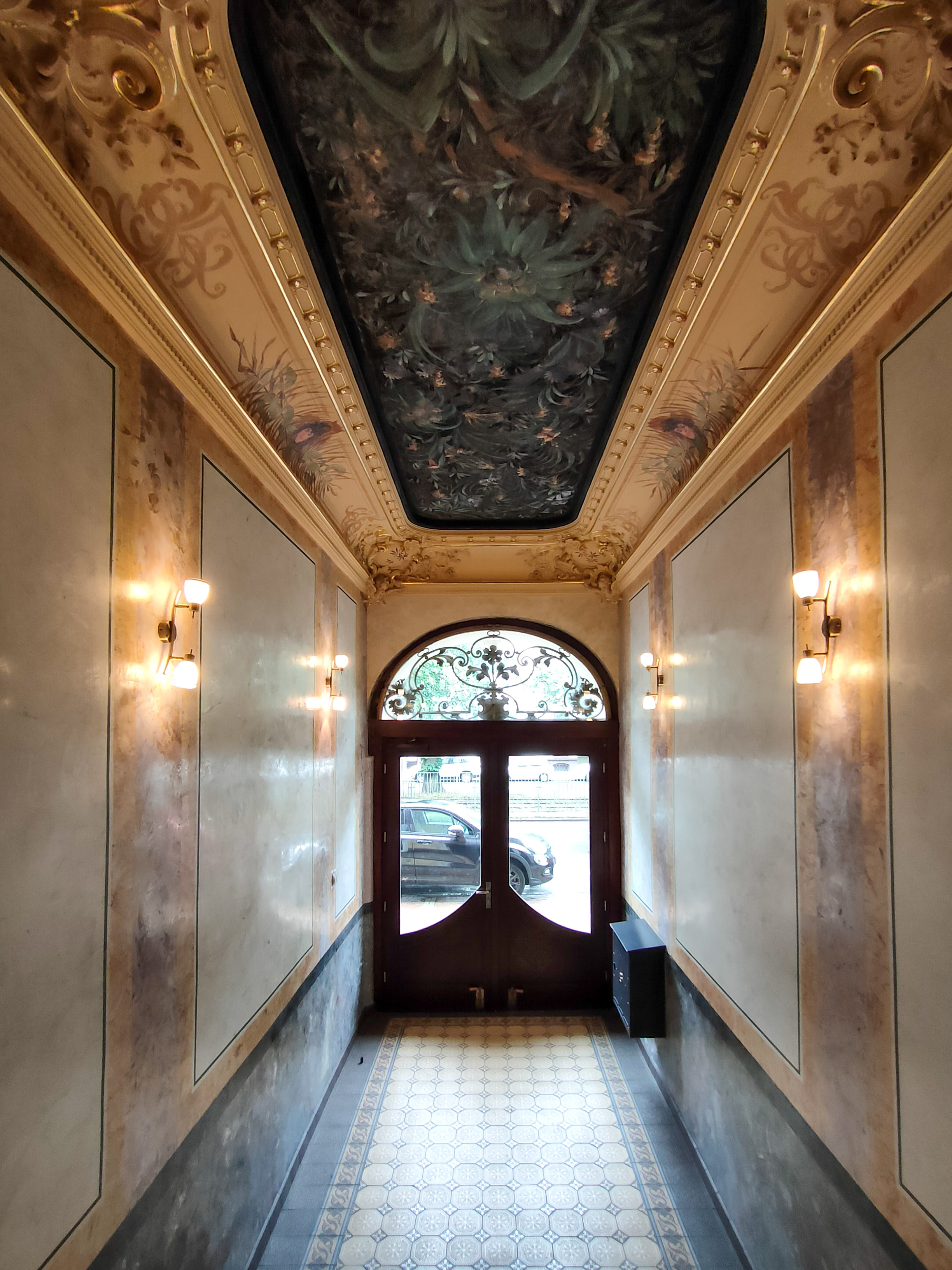
Wnętrze klatki schodowej od strony Piłsudskiego
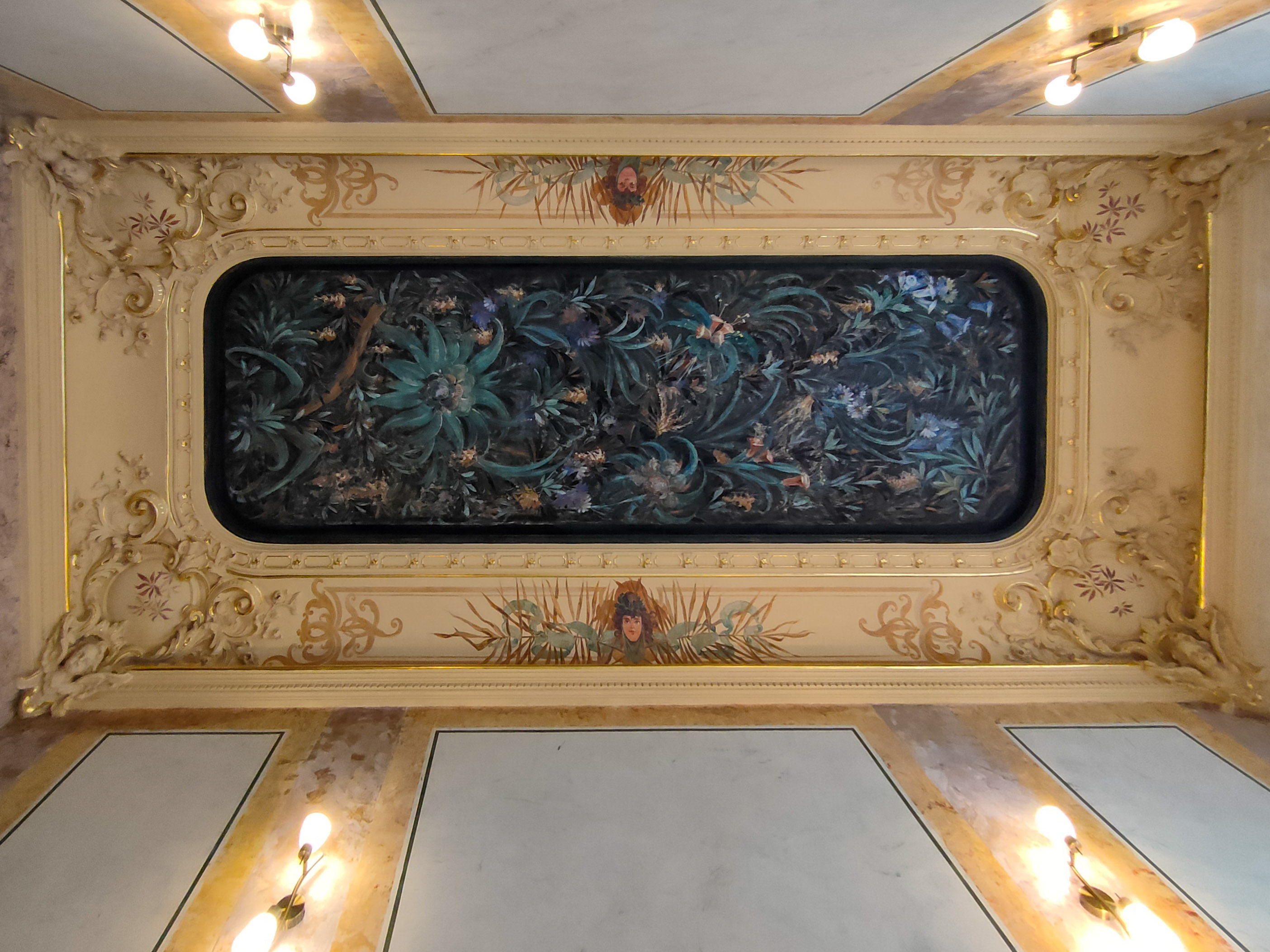
Sklepienie bramy przechodniej
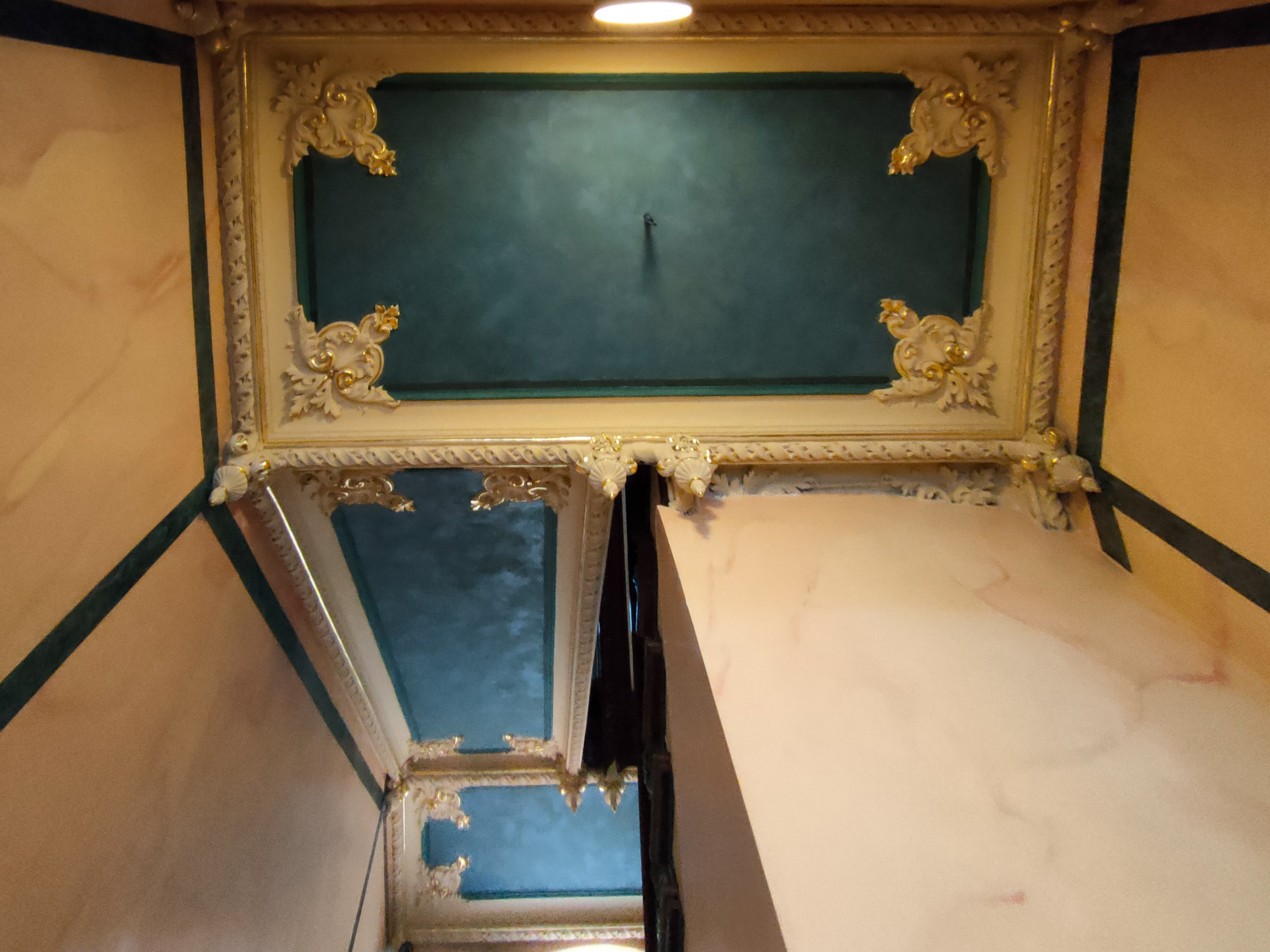
Sklepienie klatki schodowej
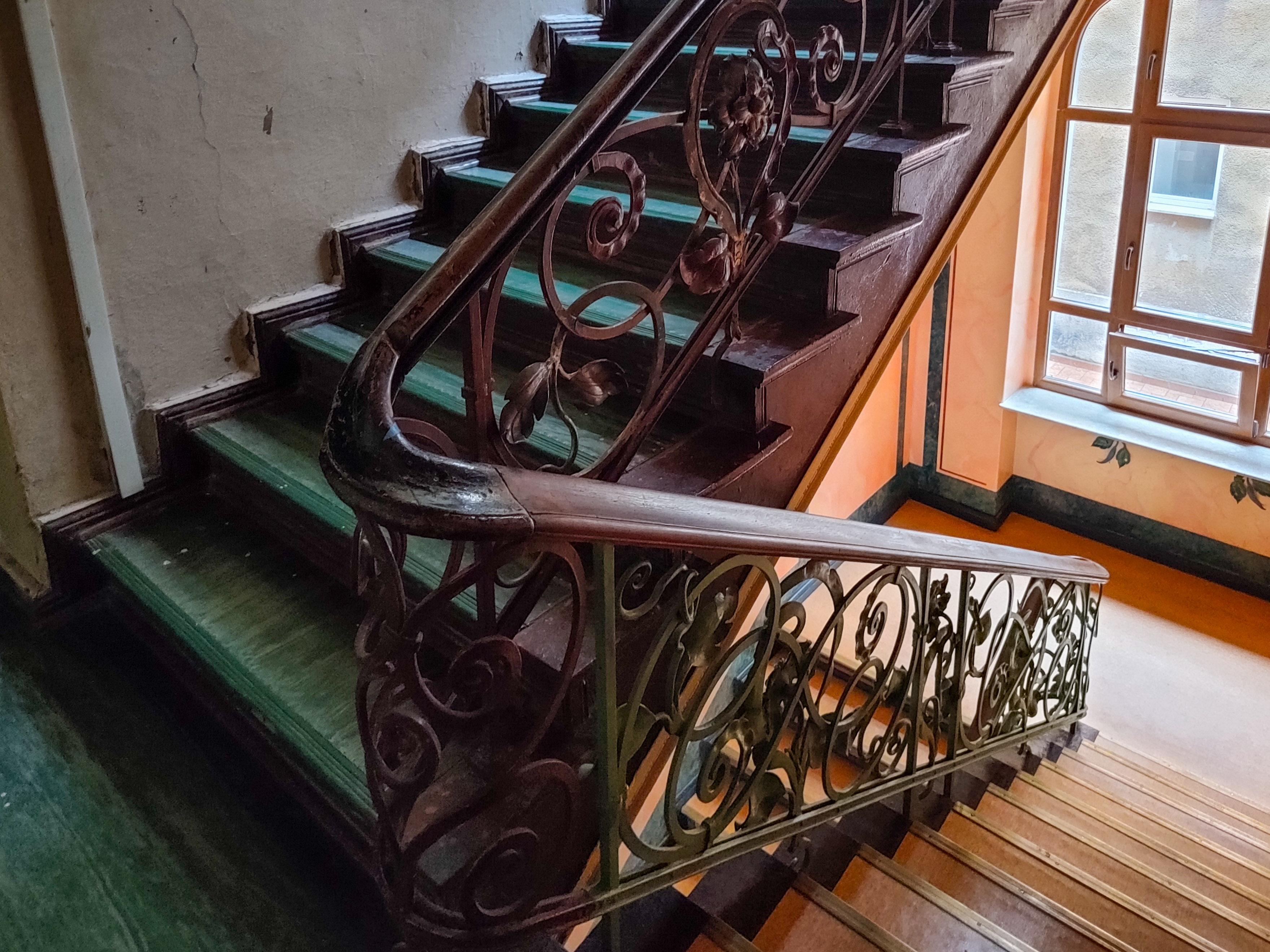
Balustrada schodów
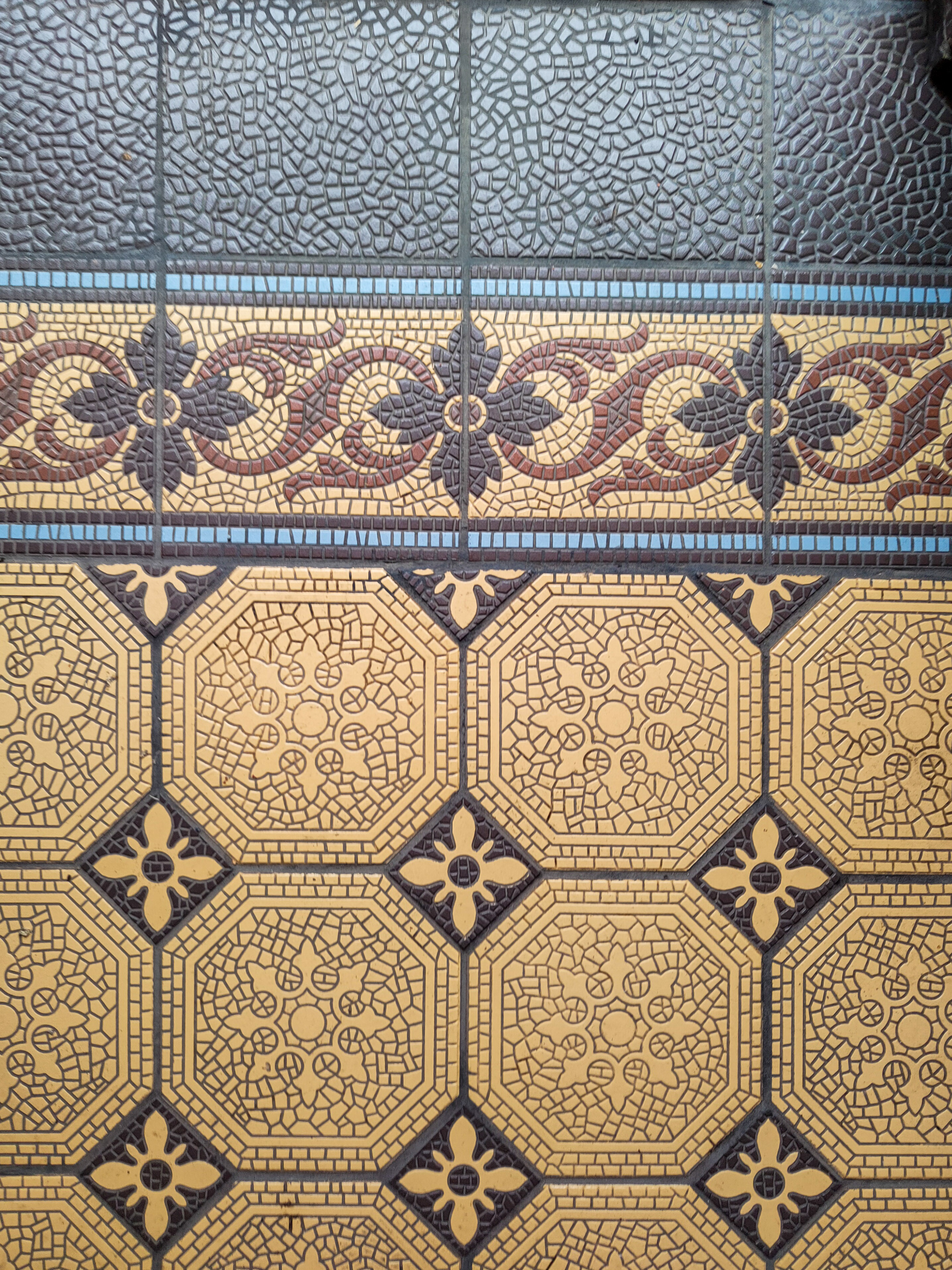
Terakota bramy przechodniej
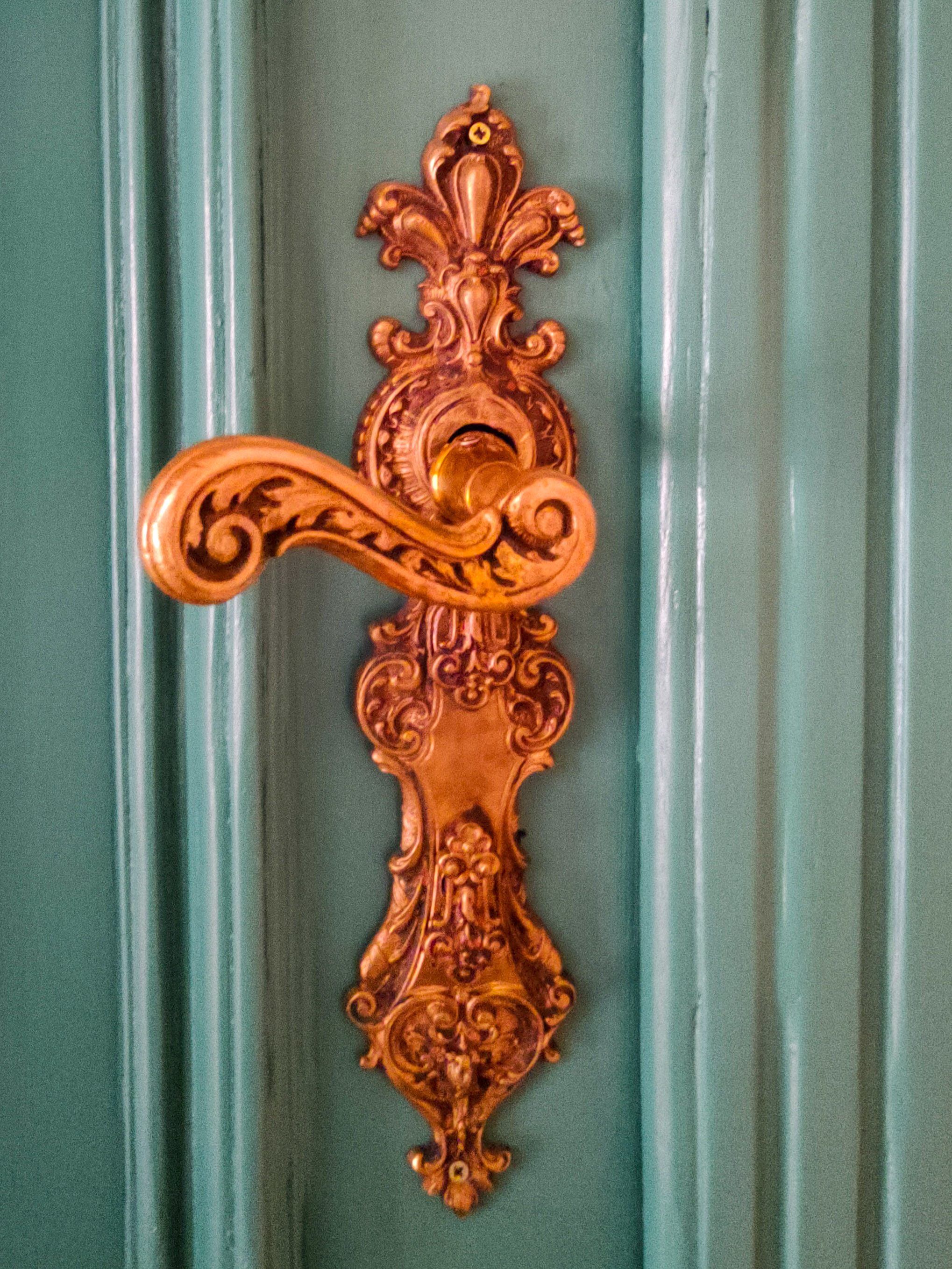
Szyld z klamką